# Ottovolante (programma radiofonico)
Ottovolante è stato un programma radiofonico di Radio Rai andato in onda sulle frequenze di Radio 2.
La formula della trasmissione, consisteva nell'alternare spezzoni di sketch comici dal vivo con brani musicali.

## Storia
Programma "di nicchia", è stato sulla breccia dal 1998, anno nel quale ha aperto i battenti portando la novità degli sketch comici alla radio. Hanno trovano spazio sia i cabarettisti più famosi sia quelli emergenti, scoperti durante il tour che la redazione del programma compì lungo la penisola tra i festival estivi più divertenti. Fecero parte del palinsesto i "Live Show", in onda dalla Sala A di Via Asiago 10, dove vennero riproposti in versione più ampia, a richiesta del pubblico da casa, le migliori performance dei comici più conosciuti.
Il programma, partito in sordina, raccolse sempre più successo tanto che dal 4 gennaio 2010, oltre alla consueta programmazione del fine settimana condotta sin dagli inizi da Savino Zaba, si aggiunse la novità della fascia pomeridiana con il timone della trasmissione affidato invece a Dario Ballantini. Ciò portò la trasmissione a coprire totalmente l'intero arco della settimana. Da settembre 2013 a dicembre 2013, poi, il programma andò in onda il sabato e la domenica con Savino Zaba e Dario Ballantini.
Da gennaio 2014 il programma fu condotto solo da Savino Zaba dalle 18.00 alle 19.00, sempre il sabato e la domenica, oltre ai periodici "Live Show". Nelle ultime puntate della stagione, ad affiancare Savino Zaba, c'era il comico romano Massimo Bagnato. Da settembre 2014 il programma osserverà una stagione di pausa in quanto Savino Zaba è stato impegnato in un nuovo format dal titolo A qualcuno piace Cult in coppia con Massimo Bagnato e in onda sempre su Radio2 il sabato e la domenica mattina.
Nonostante le aspettative, il programma non è più ripartito nel palinsesto di Radio 2.

## Conduttori
- Savino Zaba  sin dagli esordi
- Dario Ballantini per tre stagioni
- Alex Braga e Luca Argentero per un brevissimo periodo